# Алакуртти (аэродром)
Алакуртти — военный аэродром в селе Алакуртти Мурманской области.

## История
Строительство аэродрома в селе Алакуртти началось незадолго до начала Великой Отечественной войны вблизи одноимённой железнодорожной станции. Согласно мирному договору от 12 марта 1940 года село было передано от Финляндии к СССР.
Аэродром вместе с селом был захвачен 6-й пехотной дивизией сухопутных войск Финляндии и 169-й горно-пехотной дивизией Вермахта в августе 1941 года. До освобождения 14 сентября 1944 года военный аэродром играл важную роль для Германии: с него проводились налёты на Кандалакшу и Кировскую железную дорогу.
После безуспешных попыток немецких войск захватить Мурманск боевые действия перенеслись к югу: часть авиации с аэродрома Луостари была перебазирована на аэродром Алакуртти.
По данным советской разведки, на 1 июля 1942 года на авиабазе Алакуртти базировались 14 самолётов противника, из них 12 Messerschmitt Bf.109 и 2 Henschel Hs 126.
По данным советской разведки, на 1 января 1943 года на аэродроме находилось 28 самолётов противника.
На всём протяжении войны аэродром подвергался многократным бомбардировкам советскими лётчиками. В боях за аэродром участвовали 195-й ИАП, 101-й ПОВ НКВД, 668-й НБАП, 828-й ШАП и другие.
10 марта 1943 года штурмовку авиабазы произвёл 828-й штурмовой авиационный Свирский ордена Суворова полк на 8 самолётах Ил-2 под командованием старшего лейтенанта Николая Кукушкина. Штурмовка стала самой результативной за всё время на этом направлении, достигнутой потерей 4-х лучших лётчиков полка, включая командира. По оценкам, позднее подтверждённым военнопленными, во время штурмовки было уничтожено более 40 самолётов, взорван склад горючего, сожжены многие аэродромные постройки.
В марте 1944 года аэродром имел одну взлётно-посадочную полосу размером 1250×120 метров. На аэродроме тогда размещалось около 40 самолётов: бомбардировщики находились на окраине лесного массива, а истребители располагались преимущественно в ангарах. В ангарах находились также ремонтные мастерские, гаражи и жилые помещения. Аэродром был сильно прикрыт истребительной авиацией, зенитными орудиями среднего и крупного калибра, большим количеством зенитных пулемётов. Число орудий, оборонявших аэродром, по данным советской разведки составляло до 700 стволов. Самолёты на аэродроме не маскировались.
После освобождения в конце 1944 года на аэродроме базировался 415-й истребительный авиационный полк, выполнявший задачи в ходе Петсамо-Киркенесской операции.
На аэродроме дислоцировалась 85-я отдельная вертолётная эскадрилья 6-й армии ВВС и ПВО. На вооружении эскадрильи состояли вертолёты Ми-24 и Ми-8. 1 декабря 2009 года эскадрилья была расформирована, часть техники перебазирована в Мончегорск.
В настоящее[уточнить] время планируется развитие аэродрома.